# Ordynariat Wojskowy Bośni i Hercegowiny
Ordynariat Polowy Bośni i Hercegowiny (łac. Ordinariatus Militaris Bosniæ et Herzegoviæ) – rzymskokatolicka diecezja wojskowa ze stolicą w Sarajewie, w Bośni i Hercegowinie. Należą do niej członkowie bośniackiego wojska i policji oraz ich rodziny wyznania rzymskokatolickiego.
Ordynariat polowy erygował papież Benedykt XVI 1 lutego 2011. Pierwszym biskupem ordynariuszem został mianowany bp Tomo Vukšić.